# 오르후스시

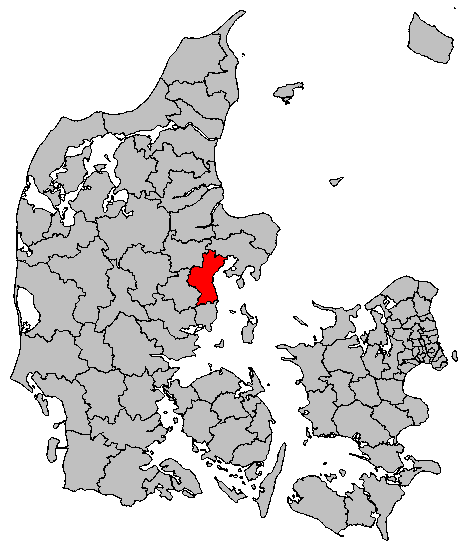
오르후스 시의 위치

오르후스시(덴마크어: Aarhus Kommune)는 덴마크 중앙윌란 지역에 위치한 지방 자치체로 행정 중심지는 오르후스이며 면적은 470.95km2, 인구는 331,332명(2016년 4월 1일 기준)이다. 윌란반도 동부 연안에 위치한다.